# Växthussnigel
Växthussnigel (Deroceras panormitanum) är en snäckart som först beskrevs av Lessona och Pollonera 1882. Enligt Catalogue of Life ingår Växthussnigel i släktet Deroceras och familjen kölsniglar, men enligt Dyntaxa är tillhörigheten istället släktet Deroceras och familjen fältsniglar. Arten är reproducerande i Sverige. Inga underarter finns listade i Catalogue of Life.